# Persone di nome Paul/Scrittori
| Questa pagina contiene informazioni ricavate automaticamente dalle voci biografiche con l'ausilio del template Bio e di un bot. L'aggiornamento è periodico e automatico e ricostruisce completamente la pagina. Se manca una persona in questa lista, sei pregato di non aggiungerla, ma accertati piuttosto che la sua voce biografica contenga il template Bio e che i dati anagrafici siano correttamente compilati. Se il template Bio manca, inseriscilo tu stesso o, in alternativa, metti l'avviso {{tmp\|Bio}} che ne segnala la mancanza. Se i dati riportati sono sbagliati, correggi direttamente la voce biografica; le modifiche saranno visibili in questa lista entro pochi giorni. Per chiarimenti vedi il progetto antroponimi. La lista contiene solo le 70 persone che sono citate nell'enciclopedia e per le quali è stato implementato correttamente il template Bio. Pagina aggiornata al 23 mag 2025. |

Questa è una lista di persone presenti nell'enciclopedia che hanno il nome Paul e sono scrittori.

## A(4)
- Paul Adam, scrittore francese (Parigi, n. 1862 - Parigi, † 1920)
- Paul Alexis, scrittore e drammaturgo francese (Aix-en-Provence, n. 1847 - Levallois-Perret, † 1901)
- Paul Alverdes, scrittore tedesco (Strasburgo, n. 1897 - Monaco di Baviera, † 1979)
- Paul Auster, scrittore, saggista e poeta statunitense (Newark, n. 1947 - New York, † 2024)

## B(8)
- Paul Bailey, scrittore, anglista e biografo britannico (Londra, n. 1937 - Londra, † 2024)
- Paul Bajoria, scrittore britannico (n. 1964)
- Paul Bakolo Ngoi, scrittore della Repubblica Democratica del Congo (Mbandaka, n. 1962)
- Paul Beatty, scrittore statunitense (Los Angeles, n. 1962)
- Paul Birch, scrittore e divulgatore scientifico britannico (Gran Bretagna, n. 1956 - † 2012)
- Paul Boulet, scrittore e esperantista francese (Brebières, n. 1884 - Vaucresson, † 1971)
- Paul Bourget, scrittore e saggista francese (Amiens, n. 1852 - Parigi, † 1935)
- Paul Bowles, scrittore, compositore e poeta statunitense (New York, n. 1910 - Tangeri, † 1999)

## C(4)
- Paul Vincent Carroll, scrittore, drammaturgo e sceneggiatore irlandese (Dundalk, n. 1900 - Bromley, † 1968)
- Paul Chack, scrittore francese (Parigi, n. 1876 - Montrouge, † 1945)
- Paul Collin, scrittore, librettista e traduttore francese (Conches-en-Ouche, n. 1843 - † 1915)
- Paul Collins, scrittore statunitense (Pennsylvania, n. 1969)

## D(5)
- Paul Debes, scrittore tedesco (Elberfeld, n. 1906 - Bindlach, † 2004)
- Paul Doherty, scrittore britannico (Middlesbrough, n. 1946)
- Paul Dowswell, scrittore britannico (Chester, n. 1957)
- Paul Duproix, scrittore svizzero (Mâcon, n. 1851 - Ginevra, † 1912)
- Paul d'Ivoi, scrittore e romanziere francese (Parigi, n. 1856 - Parigi, † 1915)

## E(2)
- Paul Erdman, scrittore statunitense (Ontario, n. 1932 - Sonoma County, † 2007)
- Paul Ernst, scrittore tedesco (Elbingerode, n. 1866 - Sankt Georgen an der Stiefing, † 1933)

## F(2)
- Paul Féval padre, scrittore francese (Rennes, n. 1816 - Parigi, † 1887)
- Paul Fleischman, scrittore statunitense (Monterey, n. 1952)

## G(4)
- Paul Gadenne, scrittore e poeta francese (Armentières, n. 1907 - Cambo-les-Bains, † 1956)
- Paul Gallico, scrittore, giornalista e biografo statunitense (New York, n. 1897 - Monaco, † 1976)
- Paul Grote, scrittore e giornalista tedesco (Berlino, n. 1946)
- Paul Guimard, scrittore francese (Saint-Mars-la-Jaille, n. 1921 - Hyères, † 2004)

## H(8)
- Paul Halter, scrittore francese (Haguenau, n. 1956)
- Paul Harding, scrittore e musicista statunitense (Wenham, n. 1967)
- Paul Hazoumé, scrittore e etnologo beninese (Porto-Novo, n. 1890 - Cotonou, † 1980)
- Paul Hervieu, scrittore e commediografo francese (Neuilly-sur-Seine, n. 1857 - Parigi, † 1915)
- Paul Johann Ludwig Heyse, scrittore, poeta e drammaturgo tedesco (Berlino, n. 1830 - Monaco di Baviera, † 1914)
- Paul Hoffman, scrittore e sceneggiatore inglese (n. 1953)
- Paul Hoffman, scrittore, biografo e divulgatore scientifico statunitense (n. 1956)
- Paul Horgan, scrittore statunitense (Buffalo, n. 1903 - Middletown, † 1995)

## K(3)
- Ernst Erich Noth, scrittore tedesco (Berlino, n. 1909 - Bensheim, † 1983)
- Paul Krassner, scrittore statunitense (Brooklyn, n. 1932 - Desert Hot Springs, † 2019)
- Willy Kyrklund, scrittore svedese (Helsinki, n. 1921 - Uppsala, † 2009)

## L(5)
- Paul Lacroix, scrittore, giornalista e bibliotecario francese (Parigi, n. 1806 - Parigi, † 1884)
- Paul Lorrain, scrittore e religioso britannico (Londra, † 1719)
- Paul Hyacinthe Loyson, scrittore e drammaturgo francese (Ginevra, n. 1873 - Parigi, † 1921)
- Paul Lynch, scrittore irlandese (Limerick, n. 1977)
- Paul Léautaud, scrittore e critico teatrale francese (Parigi, n. 1872 - Le Plessis-Robinson, † 1956)

## M(5)
- Thomas Mann, scrittore e saggista tedesco (Lubecca, n. 1875 - Zurigo, † 1955)
- Paul Margueritte, scrittore francese (Laghouat, n. 1860 - Hossegor, † 1918)
- Paul Monette, scrittore, poeta e attivista statunitense (Lawrence, n. 1945 - Los Angeles, † 1995)
- Paul Morand, scrittore e diplomatico francese (Parigi, n. 1888 - Parigi, † 1976)
- Paul Murray, scrittore irlandese (Dublino, n. 1975)

## O(1)
- Paul van Ostaijen, scrittore e poeta belga (Anversa, n. 1896 - Miavoye-Anthée, † 1928)

## P(3)
- Paul Pellisson, scrittore e storico francese (Béziers, n. 1624 - Parigi, † 1693)
- Paul B. Preciado, scrittore e filosofo spagnolo (Burgos, n. 1970)
- Paul Preuss, scrittore statunitense (Albany, n. 1942)

## R(1)
- Paul Rassinier, scrittore e politico francese (Bermont, n. 1906 - Asnières-sur-Seine, † 1967)

## S(6)
- Paul Sayer, scrittore britannico (South Milford, n. 1955)
- Paul Scarron, scrittore francese (Parigi, n. 1610 - Parigi, † 1660)
- Paul Scheerbart, scrittore e disegnatore tedesco (Danzica, n. 1863 - Berlino, † 1915)
- Paul Scott, scrittore, drammaturgo e poeta inglese (Southgate, n. 1920 - Londra, † 1978)
- Paul Armand Silvestre, scrittore francese (Parigi, n. 1837 - Tolosa, † 1901)
- Paul Stewart, scrittore britannico (Londra, n. 1955)

## T(4)
- Jean Revel, scrittore francese (Conteville, n. 1848 - Conteville, † 1925)
- Paul Theroux, scrittore statunitense (Medford, n. 1941)
- Paul Torday, scrittore britannico (Croxdale, n. 1946 - † 2013)
- Paul G. Tremblay, scrittore statunitense (Aurora, n. 1971)

## V(3)
- Paul Vaillant-Couturier, scrittore, giornalista e politico francese (Parigi, n. 1892 - Parigi, † 1937)
- Paul Vialar, scrittore francese (Saint-Denis, n. 1898 - Vaucresson, † 1996)
- Paul Vulliaud, scrittore, traduttore e pittore francese (Lione, n. 1875 - Lione, † 1950)

## Y(1)
- Paul Yoon, scrittore statunitense (New York, n. 1980)

## Z(1)
- Paul Edwin Zimmer, scrittore statunitense (Albany, n. 1943 - Schenectady, † 1997)